# Мілош Обилич

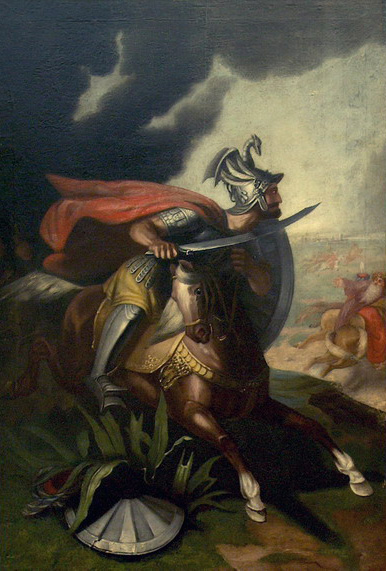
Мілош Обилич на картині епохи романтичного націоналізму

Мі́лош Оби́лич або Коби́лич (серб. Милош Обилић) — відомий персонаж сербського фольклору, що заколов османського султана Мурада в його шатрі, ранком в день битви на Косовому полі (1389). Є національним героєм Сербії.

## Історичні відомості про діяльність Обилича
Перша згадка про Мілоша Обилича пов'язана з Косовим полем — вона є у фірмані про сходження на престол султана Баязида I, виданим в збірці XVI століття. Дослідники піддають сумніву правдивість фірмана (або тієї його частини, де згадується Обилич), так як збірка була створена для великого візира (серба за походженням) Мехмеда Соколлу. Ще одна згадка міститься в сербському пам'ятнику «Руварчевродослов» кінця XVI століття: «воєвода Лазарєв, Мілош Кобилич, ножем проколов Мурата на Косові». За переказом у його кінцевій формі, Мілоша закатували за наказом Баязида в той же день разом із тими сербами, які були захоплені на Косовому поле.

## Легенда про орден Дракона
Мілошу Обиличу в народі також приписують заснування Ордену Дракона або ордену Святого Георгія. Членами ордену були дванадцять лицарів, а його символом слугував щит із зображенням сонця з дванадцятьма променями. Відмінною ознакою членів ордену був дракон, зображений на шоломі. Мілош здійснив головну ціль ордену, яка була в знищенні османського султана, під виглядом дезертира пробрався в табір турків. З лицарів ордену після битви вцілів тільки Стефан Лазаревич, якого вдалося переправити в Угорщину до короля Сигізмунду. Той згодом і відновив (насправді заснував) орден Дракона.

## Пам'ять
На честь національного героя Сербії названі:
- Місто Обилич у Косові
- Футбольний клуб «Обилич»
- стадіон в Сербії